# Miletus learchus
Miletus learchus är en fjärilsart som beskrevs av Felder 1865. Miletus learchus ingår i släktet Miletus och familjen juvelvingar. Inga underarter finns listade i Catalogue of Life.

## Bildgalleri

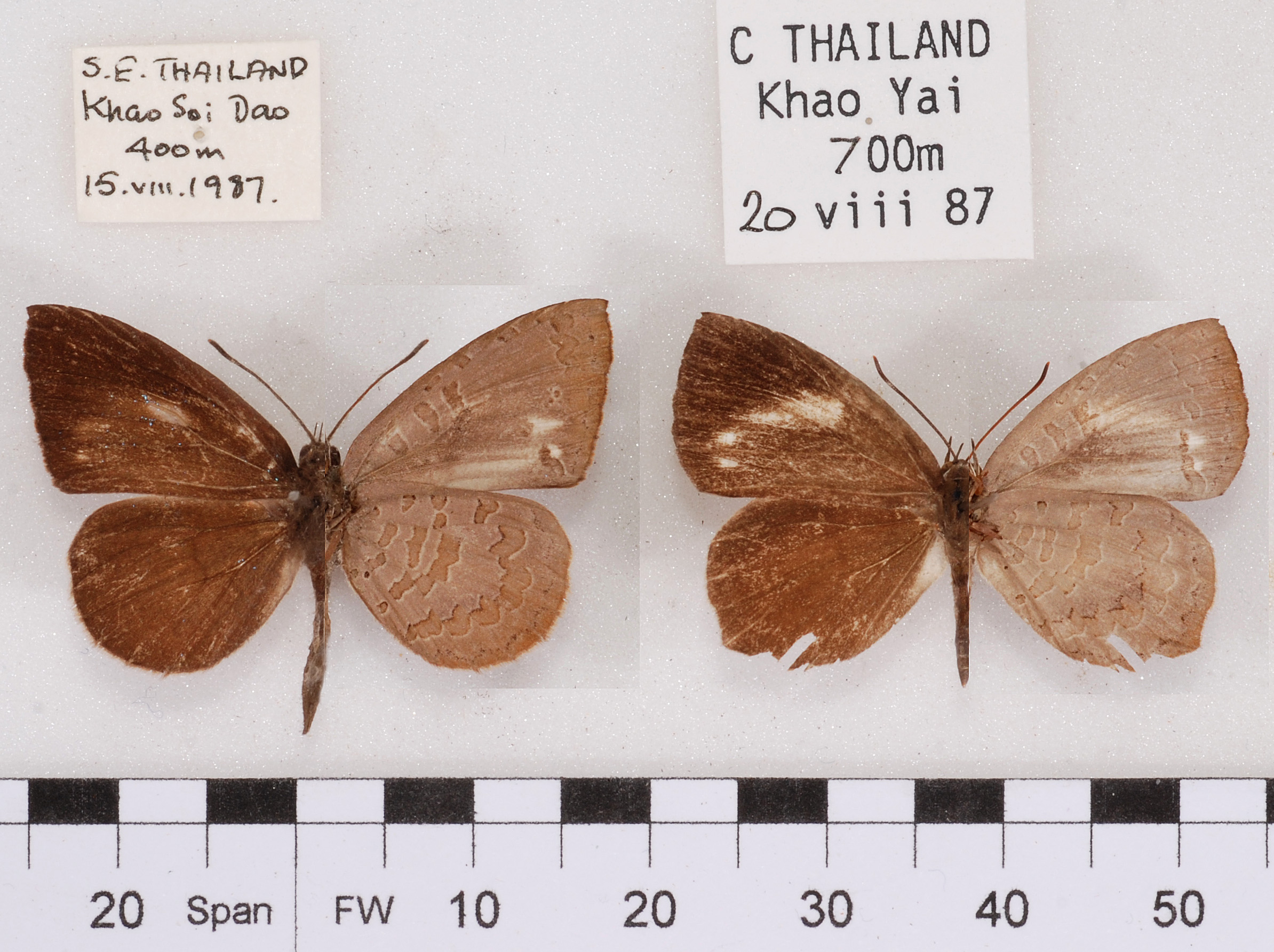